# Maki Takada
Maki Takada (高田真希, Takada Maki) est une joueuse internationale japonaise de basket-ball née le 23 août 1989 à Toyohashi (préfecture d'Aichi).

## Biographie
Elle participe au tournoi olympique de Rio en 2016, puis elle fait partie des douze sélectionnées pour le tournoi olympique de 2020, disputé en 2021 en raison de la pandémie de Covid-19, qui remporte la médaille d'argent.

## Palmarès
- Médaillée de bronze à la Coupe d'Asie du Sud-Est féminine de basket-ball 2009
- Médaillée de bronze aux Jeux asiatiques de 2010
- Médaillée de bronze au Championnat d'Asie féminin de basket-ball 2009
- Médaillée de bronze au Championnat d'Asie féminin de basket-ball 2011
- Médaillée d'or au Championnat d'Asie féminin de basket-ball 2015
- Médaillée d'or à la Coupe d'Asie féminine de basket-ball 2017
- Médaillée d'or à la Coupe d'Asie féminine de basket-ball 2019
- Médaille d'argent aux Jeux olympiques de 2020 à Tokyo[2]